# Therm.Eye.Flame
Therm.Eye.Flame — индастриал блэк-метал-группа из Сочи. Название группы расшифровывается как Энергетическое пламя ненависти:Глазами человек любит, ненавидит, слово Eye в этом названии
означает ненависть. Словосочетание Eye.Flame в названии означает Пламя ненависти, а Therm-энергия.

## История

### Spherical: Одноимённые демо и дебютный альбом
Музыкальный проект Therm.Eye.Flame образовался в начале 2000 года в городе Сочи и первоначально состоял из одного музыканта — Art. Flash. Однако уже к середине этого же года проект превратился в дуэт с приходом клавишницы Ata. В это же время Art.Flash начинает сотрудничество с сочинской дэтграйнд группой Dr. Faust, с которой в 2001 году записывает альбом BadTime, BadPlace, а к концу 2000 года реализует демозапись Spherical в рамках своего проекта. Демозапись содержала 4 композиции длительностью 22 минуты и было записано на аудиокассету всего за два дня в студии Southern Storm Studio (в 2002 году демо было издано тиражом в 300 экземпляров на собственном небольшом лейбле лидера проекта Southern Storm Productions.
В дальнейшем, используя музыкальные наработки демозаписи, Art.Flash готовит дебютный альбом с тем же названием. Уже к маю 2001 года он перерабатывает старые композиции и добавляет новые — cycle fourth_Sphere.T и cycle fifth_Sphere.S. В этом же месяце 'Therm.Eye.Flame направляются в студию Medusa Records, где в течение недели записывают имеющийся материал, но из-за внутристудийных проблем сведение откладывается до сентября 2001 года.После завершения всех студийных работ Art.Flash выходит на краснодарский лейбл MusicMind Records, который и издаёт в количестве тысячи экземпляров дебютный альбом (помимо этого тысячным тиражом альбом был издан и собственным лейблом лидера проекта Southern Storm Productions).

### Первый видеоклип, Solar Nebula
В начале 2002 года проект реализует свой первый видеоклип на композицию cycle fourth_Sphere.T, а также открывает свой официальный сайт. Но в апреле творческая деятельность в рамках проекта приостанавливается ввиду того, что Art.Flash участвует в записи альбома Interactive Deformation группы Dr.Faust. В середине 2002 года на проект выходит лейбл CDM Records и предлагает переиздать дебютный альбом, а также лейбл включает две композиции группы на двойной сборник Hellfire 5 (композиция Waking the Creatures была включена в первую часть Russian Black Metal, композиция Threshold во вторую — Slavonic Power). В это время Art.Flash работает в собственной студии Southern Storm Studio над вторым полноформатным альбомом Solar Nebula и к августу 2002 года записывает все инструменты, а к началу октября на студии Medusa Records прописывает вокал и производит сведение. Начинаются поиски лейбла, однако несколько композиций с альбома ещё в начале 2003 года можно было слышать на сборнике Invisible Front 2. Весной 2003 года переиздаётся дебютный альбом на лейбле More Hate Productions в формате CD.

## Музыка
Проект 'Therm.Eye.Flame определяет свою музыку как Modernized Black Metal. Термин отражает изменённое состояние классических тем, концепций и звучания блэк-метал, выражающихся в преобладании чистого блэк-метала с сильными или небольшими элементами индастриала, эмбиента, нойза и их производных.В целом участники проекта своей музыкой отражают дух урбанизма, космоса, футуризма, боли и паранойи.

## Состав
- Art — вокал, гитара, бас, семплирование
- Ata — клавишные, классический вокал

## Дискография
- 2000 — Spherical (демо)
- 2001 — Spherical[3]
- 2002 — Solar Nebula[4]
- 2004 — To Evolution?!

## Компиляции
- 2002 — Hellfire 5/1 «Russian Black Metal» (композиция Waking the Creatures)
- 2002 — Hellfire 5/2 «Slavonic Power» (композиция Threshold)
- 2003 — Invisible Front 1
- 2004 — Hellfire 6 «The True Face Of Russian Black Metal»